# Александер Альварадо
Александер Альварадо (ісп. Alexander Alvarado; нар. 21 квітня 1999, Кеведо) — еквадорський футболіст, нападник клубу «Аукас».

## Клубна кар'єра
Народився 21 квітня 1999 року в місті Кеведо. Вихованець футбольної школи клубу «Індепендьєнте дель Вальє».
У дорослому футболі дебютував 2015 року виступами за команду «Депортіво Кіто», в якій провів два сезони, взявши участь в одному матчі чемпіонату. Через це протягом сезону 2017 року виступав на правах оренди за клуб другого дивізіону «Гуаласео».
У січні 2018 року перейшов у «Аукас». Станом на 3 червня 2019 року відіграв за команду з Кіто 49 матчів в національному чемпіонаті.

## Виступи за збірну
З 2019 року залучався до складу молодіжної збірної Еквадору до 20 років. У її складі брав участь у молодіжному чемпіонаті Південної Америки 2019 року, зігравши 9 ігор та забивши 3 голи і допоміг своїй збірній вперше в історії виграти золоті медалі змагання. Цей результат дозволив команді кваліфікуватись на молодіжний чемпіонат світу 2019 року, куди поїхав і Альварадо.

## Досягнення
- Чемпіон Еквадору (1):

ЛДУ Кіто: 2023
- Переможець Південноамериканського кубка (1):

ЛДУ Кіто: 2023
- Переможець Суперкубка Еквадору (1):

ЛДУ Кіто: 2025
Збірні
- Переможець молодіжного чемпіонату Південної Америки: 2019